# Csetény, Veszprém
Csetény  este un sat în districtul Zirc, județul Veszprém, Ungaria, având o populație de 1.937 de locuitori (2011). 

## Demografie
Componența etnică a satului Csetény
     Maghiari (99,82%)
     Romi (0,18%)
Componența confesională a satului Csetény
     Reformați (45,28%)
     Romano-catolici (15,8%)
     Fără religie (6,25%)
     Luterani (1,19%)
     Necunoscută (31,34%)
     Atei (0,15%)
     Alte religii (6,71%)
Conform recensământului din 2011, satul Csetény avea 1.937 de locuitori. Din punct de vedere etnic, majoritatea locuitorilor (99,82%) erau maghiari. Nu există o religie majoritară, locuitorii fiind reformați (45,28%), romano-catolici (15,8%), persoane fără religie (6,25%) și luterani (1,19%). Pentru 31,34% din locuitori nu este cunoscută apartenența confesională.